# Архангельский, Василий Михайлович (учёный)
Васи́лий Миха́йлович Арха́нгельский (1792—1828) — адъюнкт-профессор физики и математики в Царскосельском лицее.

## Биография
Родился в 1792 году, в селе Кобылино Арзамасского уезда Нижегородской губернии (с 1951 года село Архангельское в Шатковском районе Нижегородской области России). После окончания Нижегородской духовной семинарии, в 1810 году поступил в Педагогический институт, где посвятил себя изучению преимущественно физико-математических наук. В 1815 году окончил курс и был определён преподавателем физики и математики в Царскосельский лицей и в Благородный пансион при лицее; два года спустя удостоен звания адъюнкт-профессора. Произведён в чин надворного советника.
Им была издана «Карманная книжка для барометрического нивелирования» (1824) и переведены несколько статей по оптике и механике. 
Умер 27 января (8 февраля) 1828 года в Царском Селе на 36-м году жизни. Похоронен на кладбище села Большого Кузьмина, близ Царского Села.